# Paszkiewicze (obwód miński)
Paszkiewicze (biał. Пашкавічы, ros. Пашковичи) – wieś na Białorusi, w obwodzie mińskim, w rejonie mińskim, w sielsowiecie Nowy Dwór.
W czasach Rzeczypospolitej ziemie te leżały w województwie mińskim. Odpadły od Polski w wyniku II rozbioru. W granicach Rosji wieś należała do ujezdu mińskiego w guberni mińskiej. Ponownie pod polską administracją w latach 1919–1920 w okręgu mińskim Zarządu Cywilnego Ziem Wschodnich.
W Paszkiewiczach znajdowały się dwór i kaplica rzymskokatolicka parafii św. Stanisława Męczennika w Karoliszczewiczach (w roku wydania słownika geograficznego Królestwa Polskiego kaplica już nie istniała).